# Кюльмянен, Юха
Юха Кюльмянен (фин. Juha Kylmänen; род. 20 января 1981, Оулу) — финский вокалист, композитор и автор стихов готик-метал-групп Reflexion, For My Pain…

## Биография
Юха Кюльмянен родился 20 января 1981 года в Оулу.
Большое влияние в музыкальном плане на него оказал старший брат, который взял его на репетицию своей группы, когда Юхе было восемь лет.
Его первый опыт музыканта был в любительской группе Predominance, которую Кюльмянен с товарищем основали в 1993 году. Начинал как барабанщик, но вскоре, как он сам вспоминал, начал пытаться петь в «жутко вонявший грязный микрофон, который то работал, то нет», который он украл у брата. Они играли песни собственного сочинения, что-то наподобие тяжёлого металла. Первое выступление на публике произошло с Predominance зимой 1993 года.
В январе 1996 познакомился с музыкантами из группы BarbarianZ и в 1997 году присоединился к ней в качестве вокалиста. В 2000 году группа переименовалась в Reflexion.
В 2001 году Кюльмянен примкнул к группе For My Pain…

## Инструменты
- Yamaha acoustic guitars
- Yamaha amps
- Shure microphones

### Студийные альбомы
- 2003 — Fallen
- 2004 — Killing Romance (сингл, издавался только в Финляндии)
- 2006 — Out of the Dark (Irond Records)
- 2008 — Dead To The Past, Blind For Tomorrow (Irond Records)
- 2010 — Edge (альбом Reflexion) (Out Of Line)

### Синглы
- Undying Dreams (2005)
- Storm (2006)
- Weak And Tired (2008)
- Twilight Child (2008)

### Демоальбомы
Под названием BarbarianZ:
- Blackness and Moonlight (1997)
- Run Like a Tiger (1998)
- Lost (1998)
- Spirit of Eclipse (1999)
- More Than Touch (1998—1999)